# Hendon Hooker
Alan Hendon Hooker (geboren am 13. Januar 1998 in Greensboro, North Carolina) ist ein US-amerikanischer American-Football-Spieler auf der Position des Quarterbacks. Er spielte College Football für die Tennessee Volunteers sowie die Virginia Tech Hokies und wurde im NFL Draft 2023 von den Detroit Lions ausgewählt.

## Frühe Jahre und College
Hooker besuchte die James B. Dudley High School in seiner Heimatstadt in Greensboro, North Carolina, und spielte dort Basketball und Football. Mit seinem Footballteam gewann er zweimal die Staatsmeisterschaften in North Carolina. Sein Vater war einst selbst ein erfolgreicher College-Quarterback an der auf niedrigerem Niveau antretenden North Carolina Agricultural and Technical State University.
Hooker ging ab 2017 auf die Virginia Tech, um College Football für die Virginia Tech Hokies in der NCAA Division I Football Bowl Subdivision (FBS) zu spielen. Dort nahm er nach einem Redshirtjahr zunächst eine Rolle als Reservist ein, bevor er in der Saison 2019 nach vier Spielen neuer Starting-Quarterback der Hokies wurde, da Starter Ryan Willis nicht überzeugte. Daraufhin bestritt er acht Spiele als Starter, insgesamt verzeichnete Hooker in der Spielzeit 2019 eine Passquote von 61,1 %, 1555 Yards Raumgewinn, 13 Touchdownpässe und zwei Interceptions. Er ging auch in die folgende Saison als Starting-Quarterback der Hokies, obwohl man mit Braxton Burmeister von den Oregon Ducks einen Konkurrenten neu ins Team geholt hatte. Hooker verpasste die ersten beiden Partien krankheitsbedingt und war in sieben Partien Starter, in denen er neun Touchdowns und fünf Interceptions warf.
Am 5. Dezember 2020 wurde Hooker bei der Partie gegen die Clemson Tigers nach einem harten Tackle früh ausgewechselt und durch Burmeister ersetzt. Anschließend kam er aufgrund einer Verletzung von Burmeister in der zweiten Hälfte erneut zum Einsatz, wurde aber nach einem Fumble direkt wieder vom Feld genommen. Dabei hatte Hooker mit medizinischen Problemen in Form von klappernden Zähnen und fehlendem Gefühl in den Händen zu kämpfen, was zunächst auf die niedrige Temperatur während des Spiels zurückgeführt wurde. Hooker selbst gab später als Grund dafür die Nebenwirkung von Medikamenten an, die er vor Saisonbeginn aufgrund eines vermeintlichen Herzproblems eingenommen hatte. Nach dem Spiel gegen Clemson kam Hooker nicht mehr für die Hokies zum Einsatz, weswegen er sich zwei Wochen später entschied, über das transfer portal der NCAA ein neues Team zu suchen.
Daraufhin verkündete Hooker am 7. Januar 2021 seinen Wechsel auf die University of Tennessee, um für die Tennessee Volunteers zu spielen. Bei den Volunteers war die Position des Starting-Quarterbacks ungeklärt, zuvor hatte diese Jarrett Guarantano zwei Spielzeiten lang belegt, der allerdings wegen unbeständiger Leistungen mehrfach auf die Bank gesetzt worden war und einen Wechsel zu einem anderen College anstrebte. Nach dem Abgang von Guarantano konnte Hooker sich zunächst nicht gegen den ebenfalls neu zu den Volunteers gestoßenen Joe Milton durchsetzen und ging als Backup in die Saison. Milton wurde jedoch bereits am zweiten Spieltag beim Spiel gegen die Pittsburgh Panthers für Hooker ausgewechselt, der die Offense der Volunteers daraufhin wesentlich erfolgreicher anführte. Er brachte 15 von 21 Pässen an und erzielte dabei 188 Yards Raumgewinn und zwei Touchdowns. In der Folge spielte Hooker den Rest der Saison als Starter und warf insgesamt 31 Touchdownpässe bei drei Interceptions. Aufgrund der COVID-19-Pandemie wurde die Saison 2020 nicht auf die üblicherweise maximal vier Jahre Spielberechtigung am College angerechnet, weswegen Hooker 2022 eine fünfte Saison College Football spielen durfte.
In der Spielzeit 2022 legte Hooker mit 10 Touchdownpässen und keiner Interception in den ersten fünf Spielen bei einer Passquote einen herausragenden Start in die Saison hin und gewann die ersten fünf Partien mit den Volunteers. Erst bei der Partie gegen die bis dahin ebenfalls ungeschlagenen Alabama Crimson Tide, bei der mit Bryce Young der Heisman-Trophy-Gewinner des Vorjahres die gegnerische Offensive anführte, unterlief Hooker der erste Fehlwurf zum Gegner. Das Spiel zwischen zwei der besten Mannschaften dieser Saison entwickelte sich wie erwartet zu einem offensiven Schlagabtausch, bei dem Hooker die Volunteers zu einem 52:49-Sieg und damit zum ersten Sieg von Tennessee über Alabama seit 2006 führte. Hooker brachte dabei 21 von 30 Pässen für 386 Yards und fünf Touchdowns an. Seine Saison endete vorzeitig, als er sich im elften Spiel der Saison bei der Niederlage gegen die South Carolina Gamecocks im linken Knie einen Kreuzbandriss zuzog. Er verzeichnete 2022 insgesamt 3135 Yards Raumgewinn und 27 Touchdowns bei zwei Interceptions im Passspiel und erlief zusätzlich 430 Yards und fünf weitere Touchdowns.

## NFL
Im NFL Draft 2023 wurde Hooker in der dritten Runde an 68. Stelle von den Detroit Lions ausgewählt.